# Praomys obscurus
Praomys obscurus is een knaagdier uit het geslacht Praomys dat voorkomt in Chappal Waddi en Gangirwal in de Gotel-bergen van Zuidoost-Nigeria. Deze soort werd oorspronkelijk beschreven als een ondersoort van Praomys hartwigi, maar later als een aparte soort erkend.
Deze soort is groter dan P. hartwigi, maar heeft een kleinere schedel. De vacht is donkerder dan bij P. hartwigi. De kop-romplengte bedraagt 108 tot 137 mm, de staartlengte 149 tot 174 mm, de achtervoetlengte 26 tot 28 mm, de oorlengte 19 tot 21 mm en het gewicht 34 tot 60 gram.